# Linda Lysell
Linda Lysell, textilkonstnär, målare, född 1947, Stockholm, uppvuxen i Frankrike och Norge.
Lysell studerade på Kungliga konsthögskolan 1968-1973. Hennes dova, lätt obehagliga, oljemåleri anknyter till surrealismen från 1930-talet, företrädd av målare som René Magritte. Hennes tavlor med sina litterära, paradoxala och drömska motiv väckte stor uppmärksamhet på Galerie Doktor Glas i Stockholm under mitten av 1970-talet. Hon har senare även illustrerat böcker och arbetat med textilier. 